# Gotiek (bouwkunst)

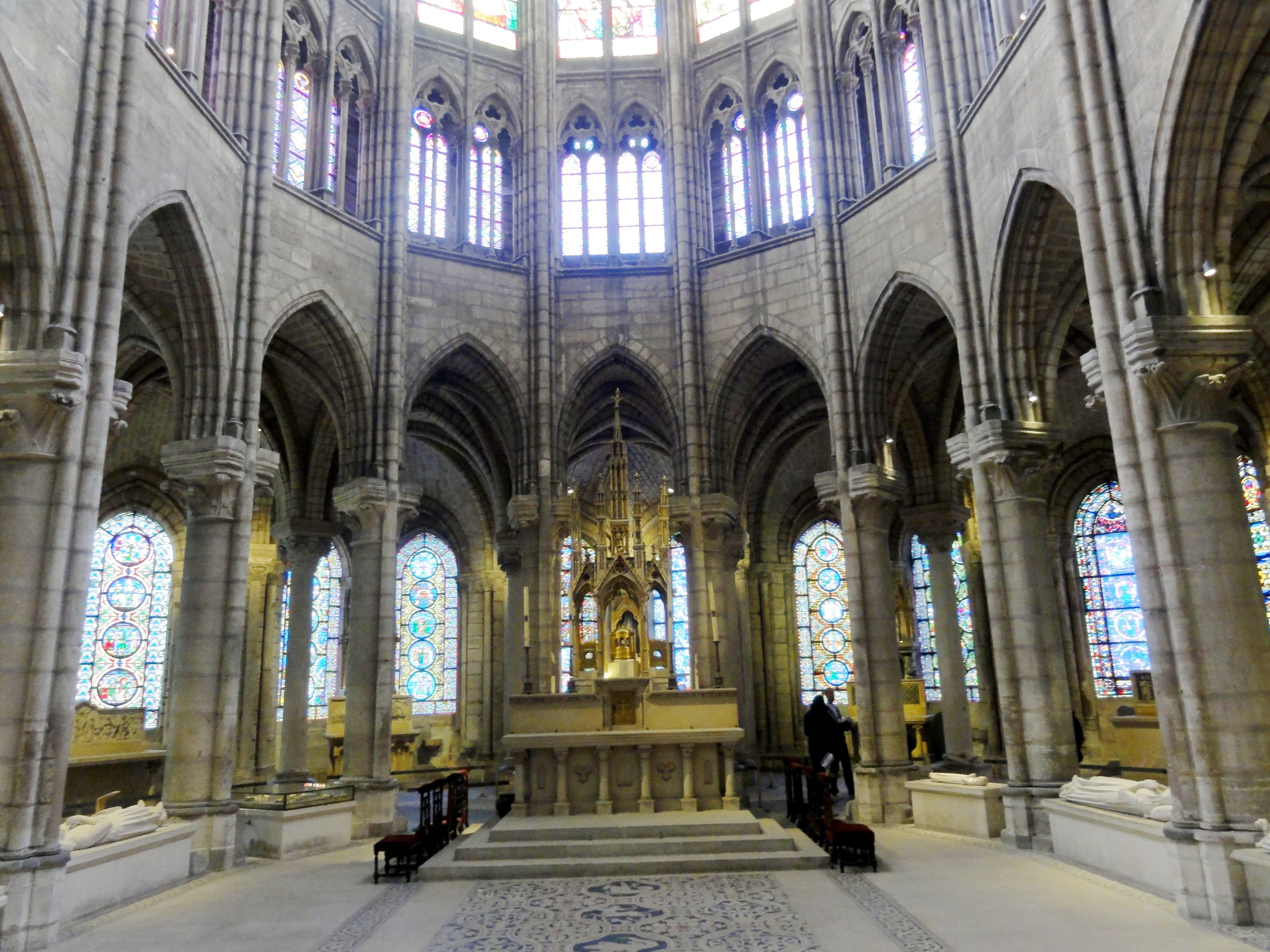
Saint-Denis, zicht op het koor gebouwd door abt Suger

De gotiek is de naam voor een laatmiddeleeuwse stijl toegepast in de periode 1140-1500 in de beeldende kunsten en de architectuur, die vooral aanwezig is in kerkgebouwen. Kenmerkend is onder andere het gebruik van spitsbogen bij raam- en deuropeningen en gewelven. 

## Vernieuwende stijl
De gotiek wordt gezien als de eerste echt vernieuwende stijl sinds de val van het Romeinse Rijk. De term gotiek werd voor het eerst vernoemd in 1550, in het werk Le vite de piu eccellenti Architetti van de renaissancekunstenaar Giorgio Vasari. Deze had het over de "Stile Gotico". Hij vond de spitse bogen en gewelfde plafonds "monsterlijk en barbaars". Zijn misprijzende benaming verwees naar de Goten, Noord-Europese indringers die in de 5e eeuw Rome hadden geplunderd en het klassieke verleden hadden bezoedeld, hoewel de gotiek zelf pas in de 12e eeuw was ontstaan. Er waren grote regionale verschillen met een duidelijke chronologische ontwikkeling. Ondanks deze verschillen zijn er ook gemeenschappelijke kenmerken. De belangrijkste eigenschappen van de gotiek zijn de 'drang naar verticaliteit' en naar 'licht'. Dat licht werd binnengehaald door hoge vensters en grote roosvensters. Gebouwen werden steeds hoger en daardoor ogenschijnlijk smaller. In de beeldhouwkunst en schilderkunst zien we langgerekte figuren zowel in de uitbeelding van menselijke figuren als in de weergave van vegetatieve decoratie.
De gotiek won het al snel van haar voorganger, de romaanse architectuur. Profane en religieuze gebouwen werden in deze stijl gebouwd: talrijke belforten en kathedralen groeiden naar de hemel. Gewoonlijk werd pro Deo gebouwd (ter ere van God); de namen van de architecten en de bouwlieden bleven vaak onbekend. Alhoewel op te merken valt dat - vanaf deze periode - bepaalde gebouwen niet meer anoniem gebouwd werden en dat tijdens de verdere geschiedenis van de bouwkunst de namen van de architecten en kunstenaars wel bekend werden.

## Naamgeving

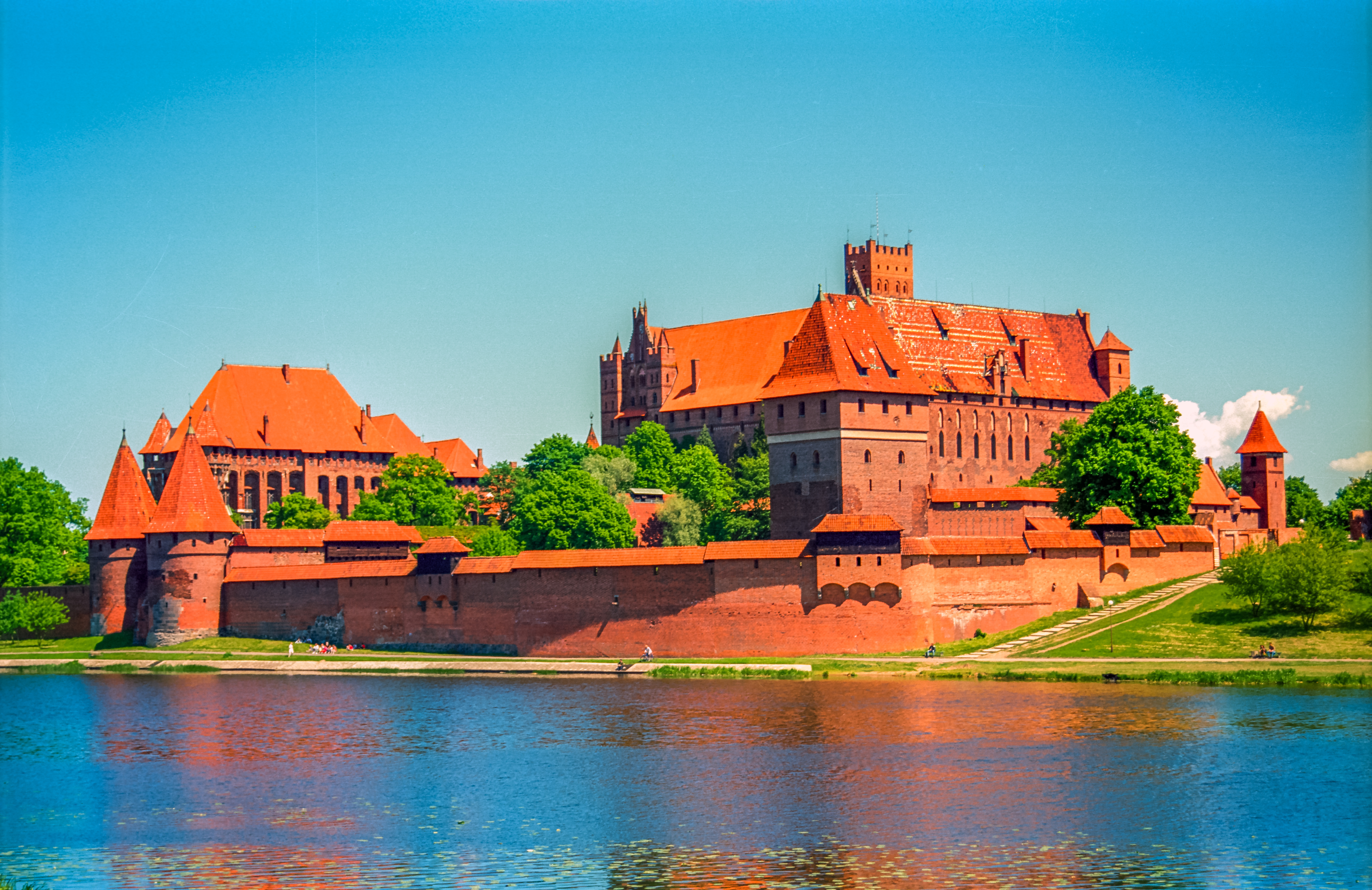
Het kasteel van de Duitse Orde te Malbork (Slot Mariënburg), Polen

Het woord 'gotiek' is afkomstig van het Germaanse volk de Goten, hoewel de gotiek daarmee niets te maken heeft. Pas in de 16e eeuw werd deze term door de intellectuelen gebruikt als spotnaam voor een bouwstijl die zij totaal smakeloos en barbaars vonden. De term voor de kunststroming die we nu gotiek noemen werd voor het eerst gebruikt door de Italiaanse architect Giorgio Vasari. Toen hij in opdracht van de hertog van Farnese in 1546 een overzicht maakte van alle bekende kunstenaars sinds de oudheid, gebruikte hij in zijn (zeer invloedrijke) boek deze naam voor alle laatmiddeleeuwse kunst waarin de hang naar verticaliteit terug te vinden is. De (renaissance)architect Vasari vond de stroming een primitieve Noord-Europese dwaling, die van de door de renaissancekunstenaars zo bewonderde Romeinse vormentaal afleidde. De naam is dus als scheldwoord bedoeld: de Goten golden in die tijd als de aanstichters van de val van het Romeinse Rijk.

## Kenmerken

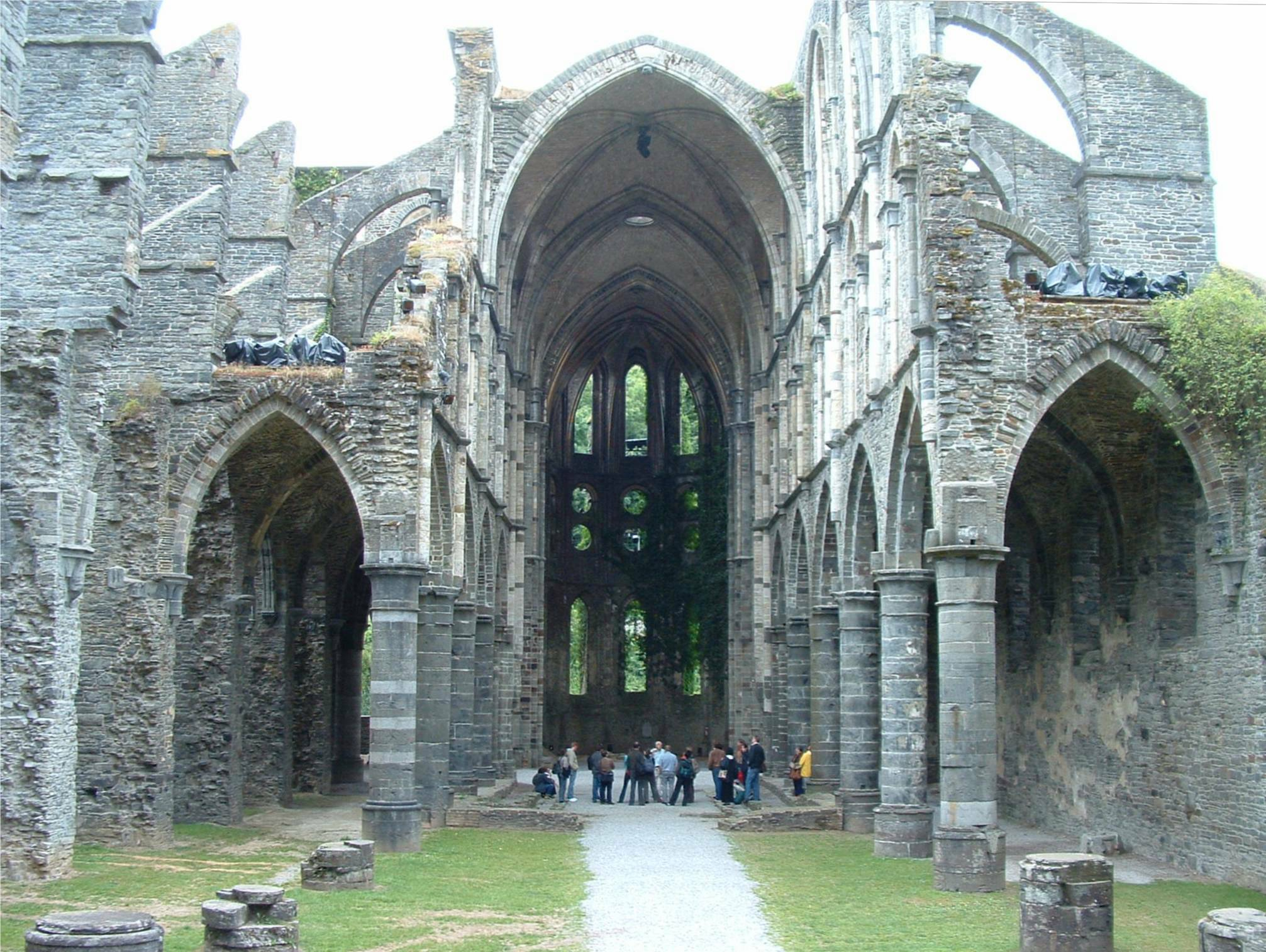
Doorsnede gotische kerk; Abdijkerk van Villers

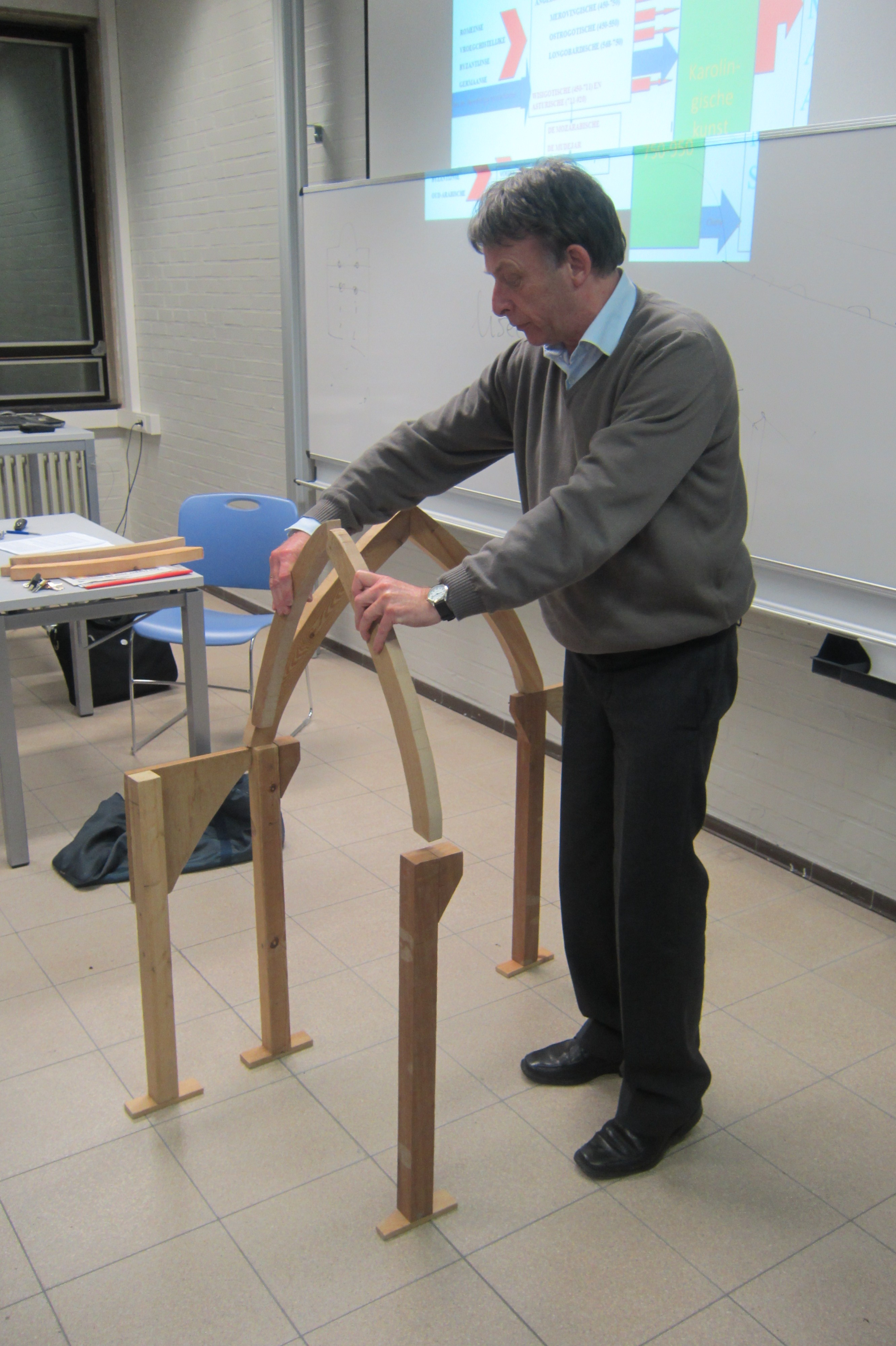
Constructieprincipe van een gotische kerk door dr. Jan Vaes

Het veelvuldig gebruik van spitsbogen en hoge ramen evenals de aanwezigheid van baldakijnen en roosvensters versterkten de verticaliteit. Door de grote hoogte van de kerken en kathedralen dienden de muren aan de buitenkant van het gebouw verstevigd te worden met steunberen om de spatkrachten ten gevolge van de zware gemetselde gewelven te kunnen opvangen. Vooral in de Franse en Spaanse kerken werd de techniek van de luchtbogen gebruikt; deze bogen vormen de verbinding tussen de steunbeer en de buitenmuur. Het tongewelf en kruisgewelf werden vervangen door het kruisribgewelf waarbij de ribben de dragende elementen werden.

### Gotische wandopbouw
Door de ontwikkeling van het kruisribgewelf ontstond de typische wandopbouw in een Gotisch kerkgebouw. Deze opbouw kent, van boven naar onder gezien, de volgende elementen: de lichtbeuk met glas-in-loodramen, het triforium en de arcaden of de reeks bogen op de begane grond.

### Overgang
In de 14e, 15e en 16e eeuw ging de gotiek over in de renaissance, het eerst en min of meer abrupt in Italië, waar de gotiek nooit echt brede ingang vond. In Noord-Europa was de overgang veel geleidelijker en zien we veel overgangsvormen. In Nederland werd, bij de bouw van kerken, de gotische vormentaal nog tot in de 17e eeuw gebruikt.

## Indeling gotiek
Over het algemeen hanteert men voor de gotiek de volgende indeling naar periode, maar er zijn ook andere onderverdelingen (dit komt doordat het bouwen van een kerk lang duurt en er dus verschillende stijlen in een kerk aanwezig kunnen zijn):
- vroeggotiek: ongeveer 1140-1200
- hooggotiek of rayonnante gotiek, ook middengotiek genoemd: 1200-1300
- flamboyante gotiek of laatgotiek: 1300-1500.

De periode van de internationale gotiek en de laatgotiek vallen gedeeltelijk samen. De eerste term wordt vooral voor de schilder- en beeldhouwkunst gebruikt en de tweede voor de architectuur.
Verder kent men nog een aantal regionale varianten: perpendicularstijl in Engeland, Mudéjarstijl in Spanje, manuellijnse stijl in Portugal, Zuidelijke gotiek in Zuid-Frankrijk en Noord-Italië, baksteengotiek in Noord-Duitsland en langs de Oostzeekust, Rijnlandse gotiek in het westen van Duitsland en midden en oosten van Nederland, Scheldegotiek, Brabantse gotiek, Maasgotiek in de Zuidelijke Nederlanden en romanogotiek in de Friese gewesten.

### Vroeggotiek

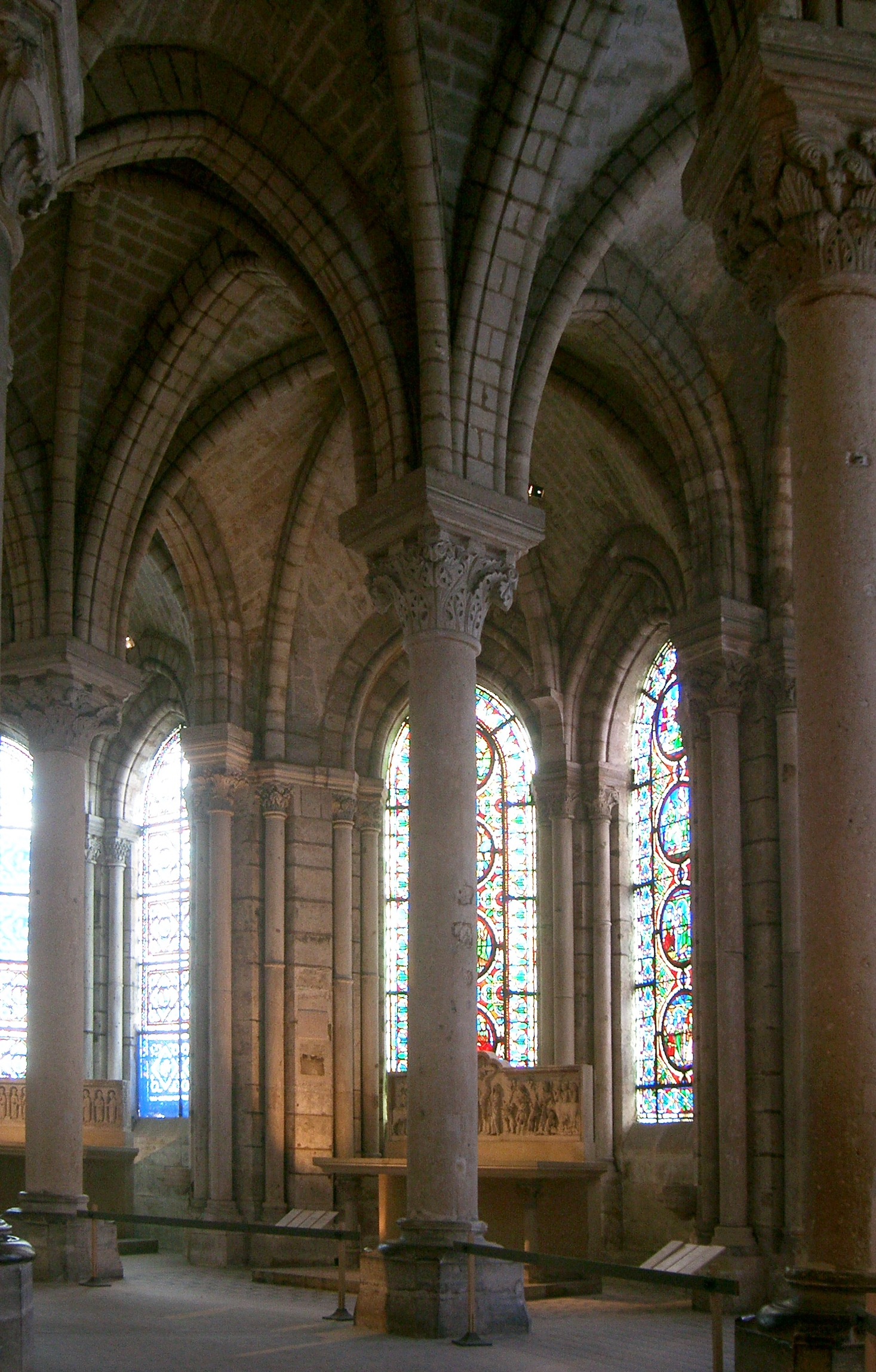
Kooromgang van de Kathedraal van Saint-Denis

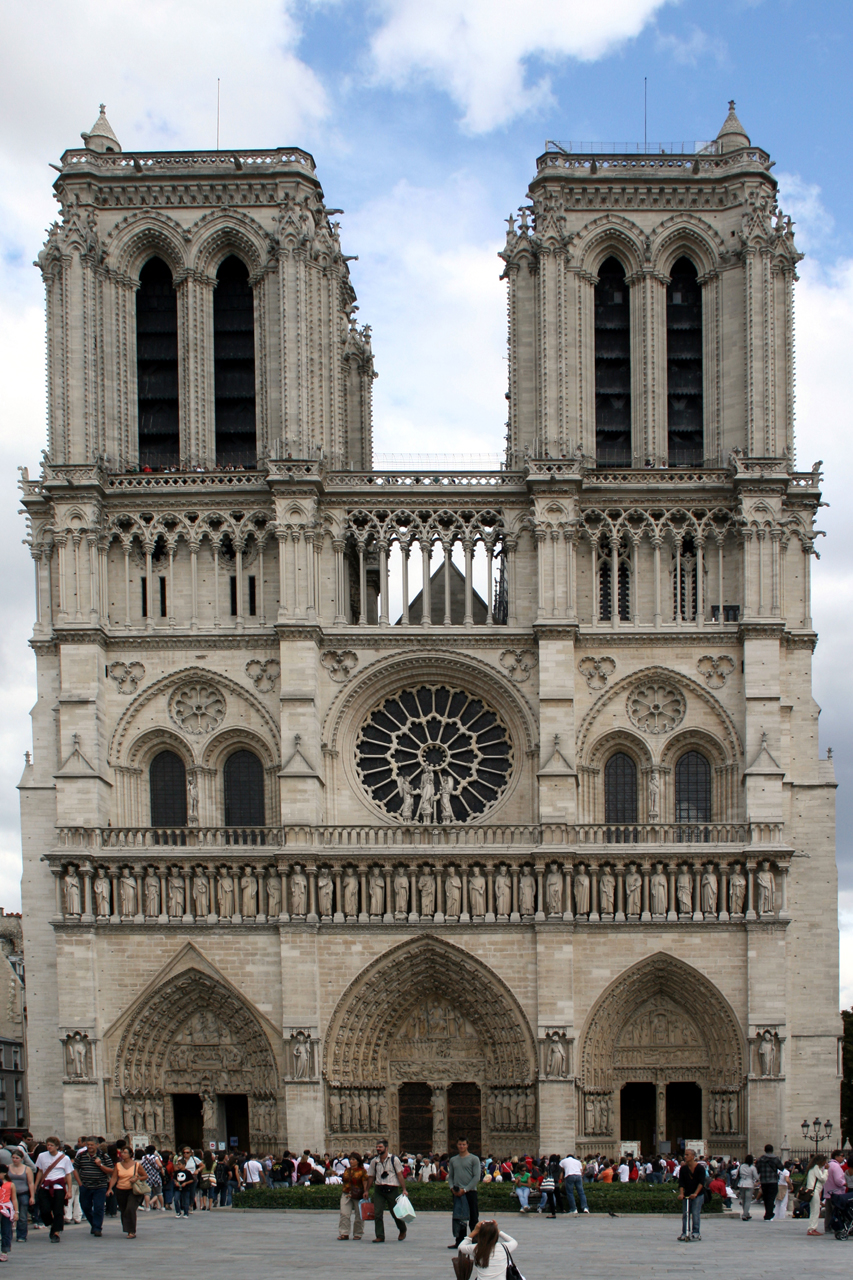
Notre-Dame van Parijs

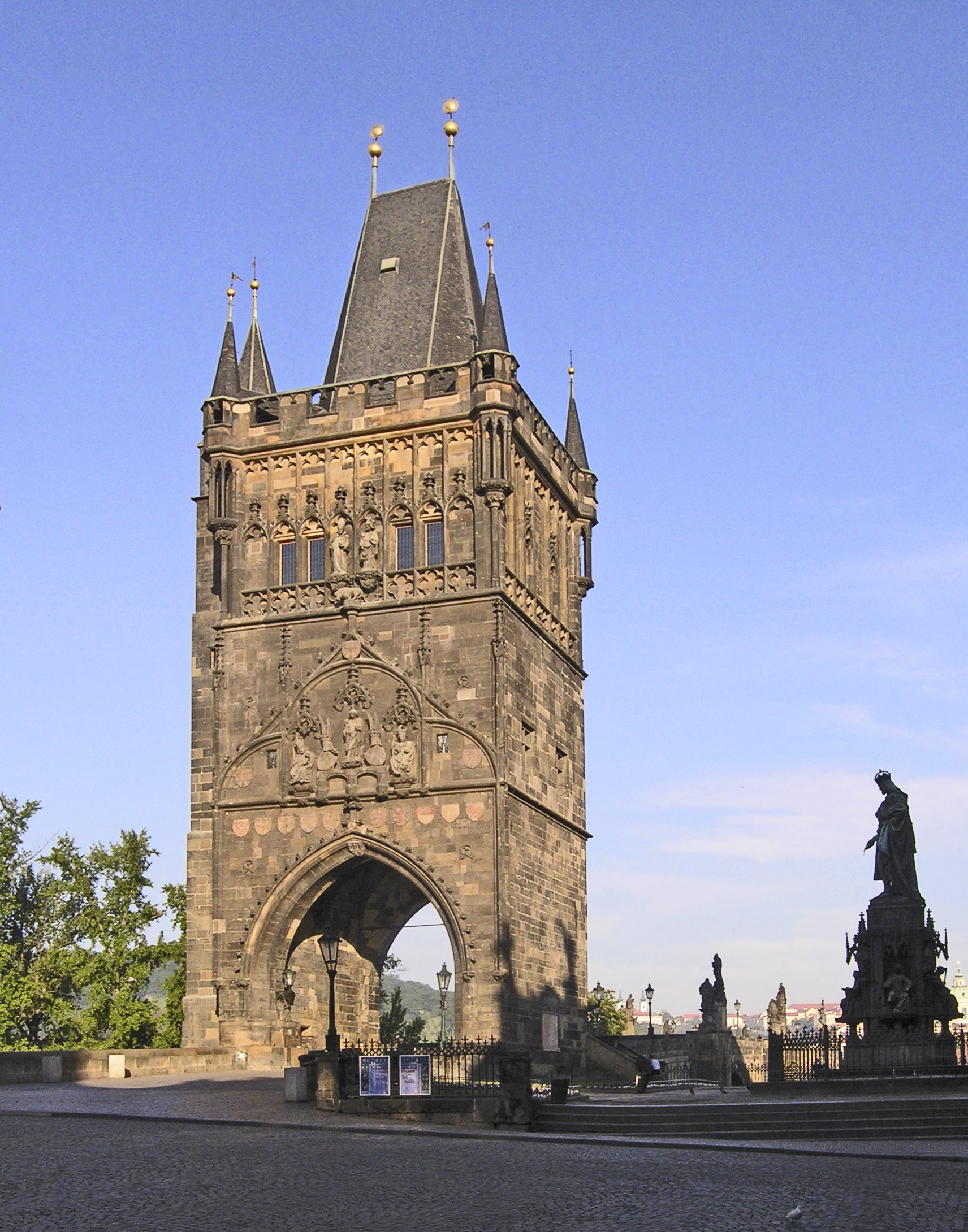
De laatgotische toren aan de oostzijde van de Karelsbrug in Praag

De gotiek begint als bouwstijl in het jaar 1122. In de abdij van Saint-Denis bij Parijs, zet abt Suger een grote verbouwing in gang. De Saint-Denis is een prestigieuze kerk: sinds de 8e eeuw is het de plaats waar de Franse koningen worden bijgezet. Waar abt Suger zijn inspiratie voor de radicaal andere bouwwijze vandaan heeft, is niet geheel duidelijk. Waarschijnlijk is onder invloed van de kruistochten de noodzakelijke kennis van de meetkunde van de Arabieren overgenomen, zodat men nu beter kan berekenen hoe een gebouw zich zal gedragen. Voorheen was de bouwwijze van een gebouw geheel bepaald door de ervaring van de architect, die ongeveer wist wat hij wel of niet kon bouwen.
De gotische kerken hebben evenals de romaanse een plattegrond in de vorm van een Latijns kruis. Ook andere stijlelementen van de Saint-Denis, zoals de met de gotiek geassocieerde spitsboog, waren al bekend in de romaanse bouwkunst. De grote verandering zit voornamelijk in het weglaten van voorheen noodzakelijk geachte bouwelementen.
Het koor werd voorzien van een serie straalkapellen waarbij de tussenliggende muren konden worden weggelaten door de toepassing van kruisribgewelf, spitsboog en pilaren. Buitenwaartse krachten, die de neiging hebben de muren naar buiten te drukken, waren in de romaanse architectuur met zijn dikke muren geen probleem, maar moesten bij deze veel lichtere constructie wel afgevoerd worden. Hiervoor werd de luchtboog verder ontwikkeld. Alzo ontstond een sterke constructie die een grotere verticaliteit toeliet die in de romaanse stijl onmogelijk was. Waar in de romaanse kerken de muren de dragende onderdelen waren, bestond een klassiek gotische kerk uit een sterk skelet van steunberen, luchtbogen en gewelven. De ruimte die dit skelet vrijliet, kon worden opgevuld met muren met daarin bijzonder grote vensters. Deze elementen kwamen al voor in de romaanse gebouwen maar nooit allemaal samen.
De ruime en lichte Saint-Denis maakte grote indruk op iedereen die haar bezocht en al vlug wou de snel groeiende middenklasse in de steden van de Île-de-France en Picardië, teneinde hun ambities kracht bij te zetten, soortgelijke kerken in hun steden. Een ware bouwwoede ontstond.
- Het bouwplan van de in aanbouw zijnde Kathedraal van Sens wordt aangepast aan dat van de Saint-Denis.
- De Kathedraal van Noyon (1155-1200) is in feite een vereenvoudigde, wat onzekere variant van de Saint-Denis. De architecten hadden duidelijk moeite de zekerheid geboden door dikke muren los te laten en maakten meer gebruik van steunmuren dan van pilaren. Alhoewel het koor al geheel gotisch aandoet, wekt de rest van de kerk nog een romaanse indruk.
- De kathedraal Notre-Dame van Parijs (1163-1200) laat wel een duidelijke stap vooruit zien. Het grondplan is veel compacter dan van voorgaande kerken. Hierdoor heeft de kerk van buiten nog wel de traditionele kruisvorm, al is het grondplan in wezen rechthoekig. Zijbeuken en dubbele kooromgang liggen in elkaars verlengde en vormen zo een eenheid, de transepten volgen dezelfde buitenmuur maar zijn alleen hoger dan zijbeuken en kooromgang. De torens tussen schip en transept komen te vervallen zodat er geen onderbreking van de zichtas is. De kerk ademt ruimte. Wel is er nog steeds een hoge galerij boven de binnenste van de (dubbele) zijbeuken, waardoor de ramen pas vrij hoog in de muur van de middenbeuk beginnen. Hierdoor vindt de afvoer van zijwaartse krachten niet alleen plaats via de indrukwekkende partij luchtbogen die hier voor het eerst ook duidelijk als decoratief element zijn gebruikt, maar ook via de muren. De Notre-Dame laat echter vooral de ontwikkeling van het potentieel van de ramen zien. Lag het roosvenster in de westgevel nog diep in de muur en is het daardoor vrij donker, het later aangelegde en grotere roosvenster in het zuidtransept ligt veel verder naar buiten, hetgeen een effect van grote transparantie geeft. De westgevel met de twee torens is harmonieus en voldoet geheel aan het adagium van abt Suger: harmonie, geometrie, evenwicht. Door de gevelversieringen, ramen en het enorme portaal wordt de massaliteit van het volume afgezwakt.

Bij de bouw van de Notre-Dame wordt ook voor het eerst duidelijk welk effect de gotische bouwstijl zal hebben op de beeldhouwkunst. In dit stadium van de gotiek wordt het beeldhouwwerk gebruikt als architectonisch element, geheel in overeenstemming met Sugers adagium. De beeldhouwwerken lijken veel minder een eigen leven te leiden dan voorheen. Voor beeldengroepen zal vanaf nu een grote eenheid gelden.
In de 13e eeuw had de gotische stijl zich helemaal losgemaakt van de romaanse. De klassieke gotiek heeft zich buiten Frankrijk maar zeer beperkt verspreid. Vrijwel overal in het verspreidingsgebied van de gotiek zijn regionale varianten ontstaan.
De Franse hoge gotiek werd uitgebreider toegepast bij de bouw van kathedralen, zoals die in Reims. Zij bereikte een hoogtepunt met de bouw van de Kathedraal van Amiens.

### Rayonnante gotiek of hooggotiek
De periode van de Rayonnante gotiek (1200-1300) vormt het hoogtepunt in de geschiedenis van de gotische kunst. De hoge vensters vullen de volledige breedte tussen de steunmuren op. De gewelven beginnen zeer hoog en overspannen grote afstanden. Tijdens deze periode wordt de gotische bouwstijl in vrijwel alle West-Europese landen toegepast. De kruisvaarders bouwen gotische gebouwen in het Nabije Oosten. De term "rayonnant" is afgeleid van de straalvormige traceringen in de roosvensters.
De Sainte-Chapelle in Parijs is een bekend voorbeeld van rayonnantegotiekarchitectuur. De lichtwerking en transparantie die de gotische architectuur zo kenmerkt, wordt hier tot het uiterste doorgevoerd.

### Flamboyante gotiek of laatgotiek
Flamboyante gotiek is een term die wordt gebruikt om de laatste fase van de gotiek (periode 1300-1500) aan te duiden.
In figuurlijke zin betekent flamboyant fonkelend of schitterend. De flamboyante stijl is een stijl met vlamvormige elementen in de vorm van de buitendecoraties die op vele bouwkundige onderdelen werden aangebracht
Bekende voorbeelden zijn het Stadhuis van Brussel, het Stadhuis van Gouda en het Stadhuis van Leuven.

## Gotiek in de Lage Landen

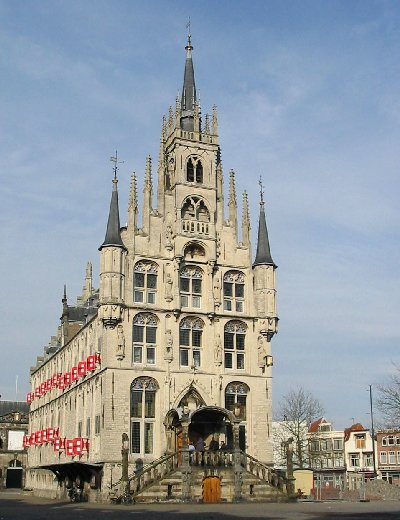
Stadhuis van Gouda

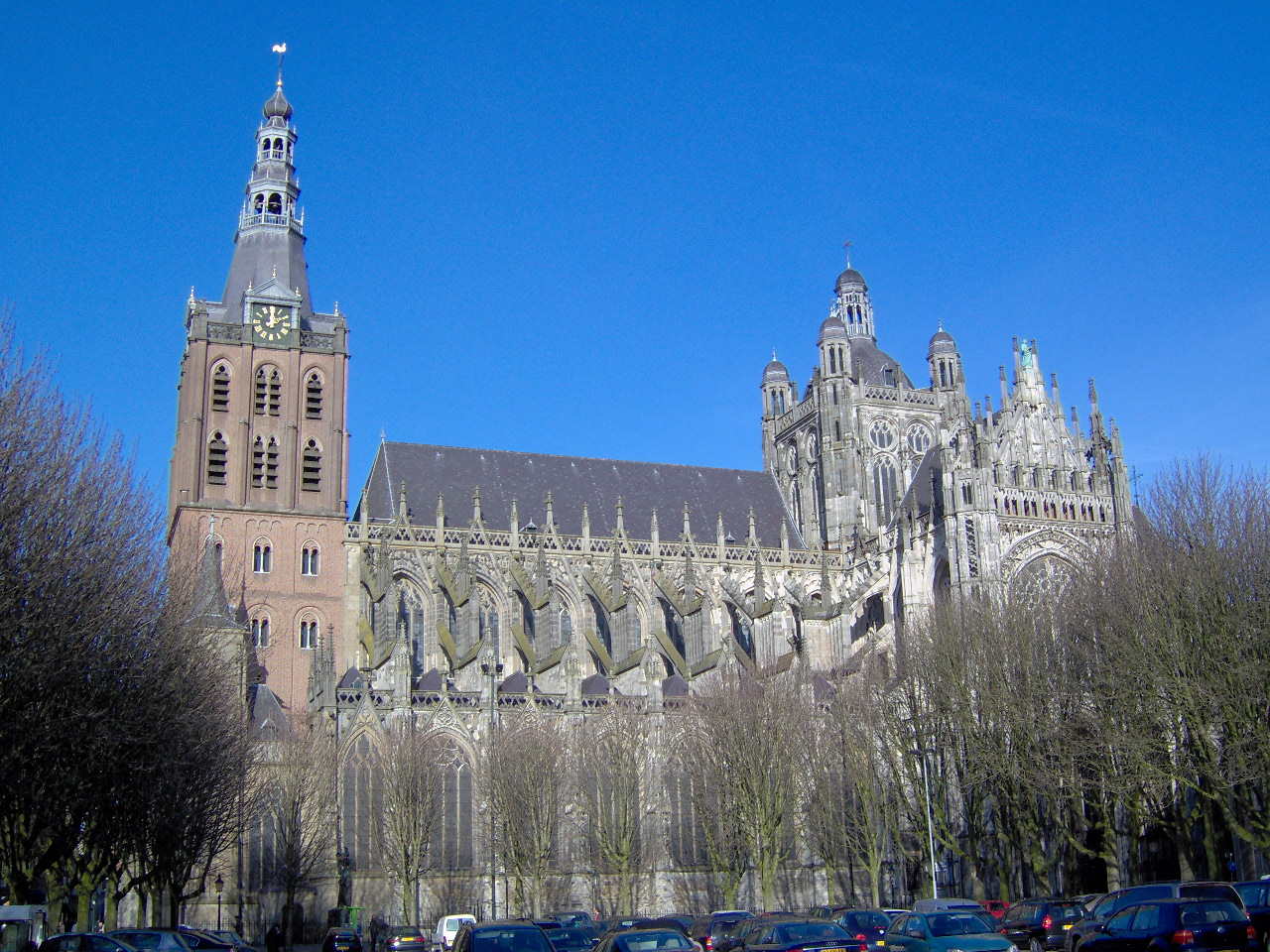
Sint-Jan te 's-Hertogenbosch Brabantse gotiek

De gotiek in Nederland begint aan het einde van de 12e eeuw met het bouw van het Bergportaal van de Sint-Servaaskerk in Maastricht. In Utrecht ontstond vanaf 1254 de Domkerk. In feite zijn dit de enige voorbeelden van de klassieke gotiek in Nederland, al komen de beide Dominicanenkerken in Maastricht en Zutphen, de Buurkerk in Utrecht en het koor van de Bovenkerk in Kampen er dicht in de buurt. Alle andere kerken en andere gotische bouwwerken behoren tot een van de vele afgeleide stijlen, waarvan de belangrijkste zijn:
- Maasgotiek: deze komt vooral voor in de provincie Luik en in Belgisch en Nederlands Limburg. De oudste bouwwerken kenmerken zich door een niet optimale toepassing van de gotische bouwprincipes: de gebouwen zijn relatief laag en sober uitgevoerd. Voorbeelden zijn de Dominicanenkerk en de Minderbroederskerk, beide in Maastricht. In Luik werd uitbundiger gebouwd. De Sint-Pauluskathedraal, de Sint-Maartensbasiliek en de Sint-Jacobskerk in deze stad gelden als hoogtepunten van de Maasgotiek, evenals de Onze-Lieve-Vrouwekerk in Dinant, de Onze-Lieve-Vrouwebasiliek van Tongeren, de Basiliek van het H. Sacrament in Meerssen en de toren van de Sint-Janskerk in Maastricht.
- Scheldegotiek: deze stijl kenmerkt zich door een aarzelend gebruik van gotische vormen in een grotendeels romaanse wijze van constructie. De stijl spreidt zich uit van de regio rond Doornik over het hele gebied van de Schelde. In Nederland is de Sint-Baafskerk in Aardenburg het meest complete voorbeeld. Andere kerken met kenmerken in deze stijl bevinden zich in Cadzand en in Loosduinen. Ook de Ridderzaal in Den Haag vertoont kenmerken van de Scheldegotiek.
- Brabantse gotiek: deze belangrijkste variant van de gotiek in de Nederlanden is ontstaan in de stad Mechelen (Sint-Romboutskathedraal) en wordt dankzij belangrijke bouwmeesters als Everaert Spoorwater en de familie Keldermans verspreid naar de andere grote steden van het hertogdom Brabant, maar ook daarbuiten. Voorbeelden zijn het Stadhuis van Leuven, de Onze-Lieve-Vrouwekathedraal in Antwerpen, het stadhuis van Middelburg,  de Sint-Janskathedraal in 's-Hertogenbosch en de Grote of Sint-Laurenskerk in Alkmaar.
- Demergotiek, een variant van de Brabantse gotiek.
- Kempense gotiek: dit is de plattelandsvariant van de Brabantse gotiek en komt vooral voor in de Kempen. De kerken zijn eenvoudig van opzet en gebouwd van baksteen. De toren is vaak het pronkstuk en wordt veelal gekenmerkt door de toepassing van romaanse details en zware overhoekse steunberen. Van dit type dorpskerk resteren in Nederland nog slechts weinig exemplaren, waarvan die in Helvoirt en Middelbeers de zuiverste zijn. In belangrijke dorpen werden torens in een meer verfijnde variant gebouwd, rijkelijk versierd met diepe nissen en vaak met banden van natuursteen (speklagen). De belangrijkste voorbeelden zijn de torens van Oirschot en Hilvarenbeek. De toren in het Gelderse Asperen is een kopie van die in Hilvarenbeek.
- Nederrijnse gotiek: deze stijl komt voornamelijk voor in het midden en oosten van het land en komt oorspronkelijk uit het Rijnland. De Sint-Victor Dom in Xanten is het eerste voorbeeld van deze stijl. Het gaat hier vaak om grote kerken, die rijkelijk zijn versierd. De torens hebben vaak een 'zacht' silhouet door de details. Belangrijke voorbeelden zijn de Sint-Eusebiuskerk in Arnhem, de Sint-Maarten in Zaltbommel en de Sint-Walburgis in Zutphen.
- Hollandse gotiek: deze wat sobere, door de drassige Hollandse bodem gemotiveerde variant van de gotiek bestond in Noord- en Zuid-Hollandse steden vaak naast de Brabantse gotiek. Typisch zijn bakstenen hallenkerken zonder kooromgang, voorzien van torens zonder verjonging, met in het interieur houten tongewelven, alles om maar niet te zwaar op de bodem te drukken. Voorbeelden zijn de Bonifaciuskerk in Medemblik, de Kloosterkerk in Den Haag, de Oude Kerk in Amsterdam en de Grote of Sint-Nicolaaskerk in Edam.

In de tweede helft van de 16e eeuw raakte de gotiek in Nederland uit de gratie door de opkomst van de renaissance en de toenemende religieuze spanningen. Toch zijn er nog tot ver in de 17e eeuw gotische kerken gebouwd, hoewel vooral in een sterk vereenvoudigde stijl. De laatste kerk die in Nederland in puur gotische stijl werd gebouwd is de hervormde kerk van het Groningse Harkstede uit 1692.

## Afbeeldingen

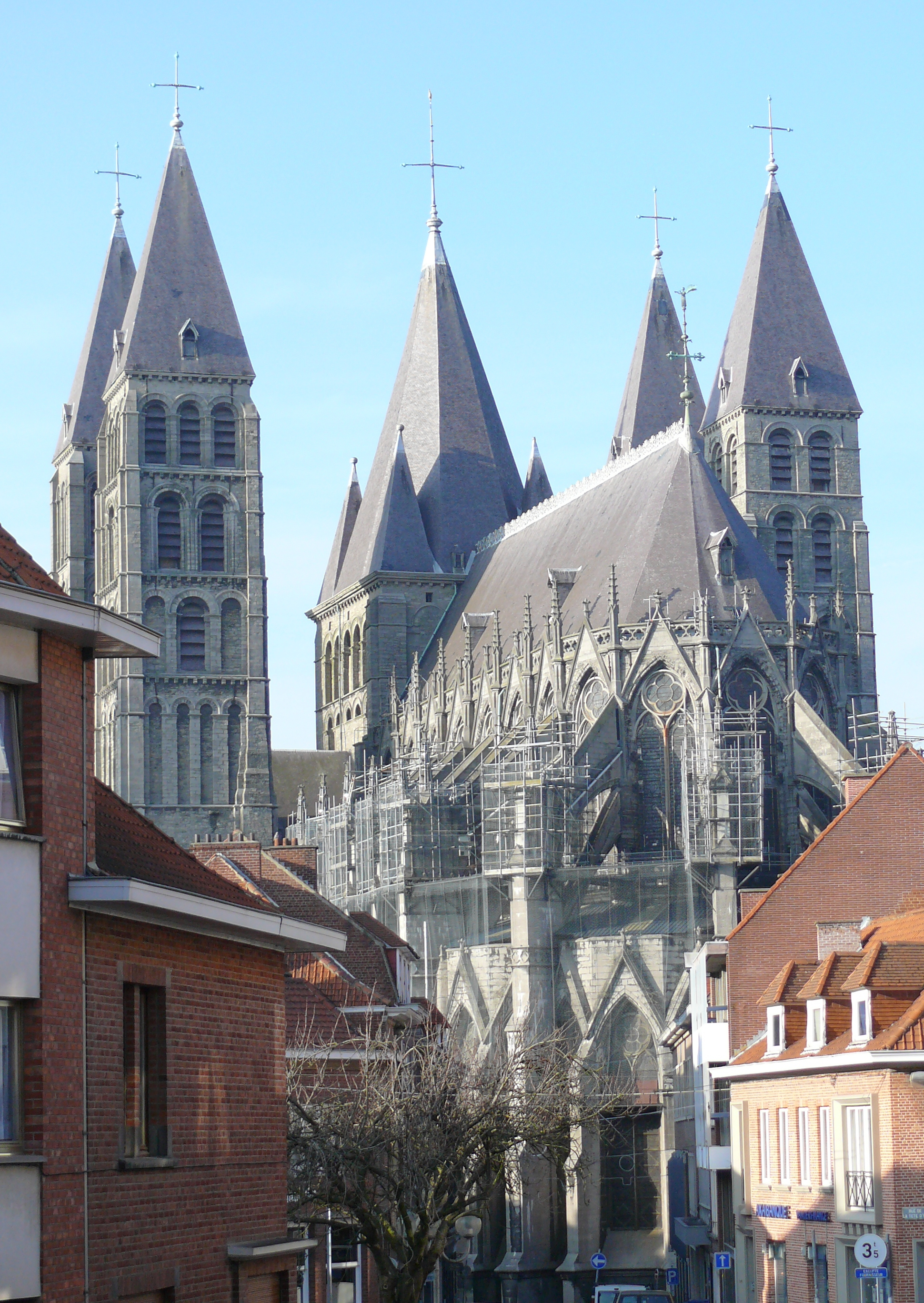
Vroege Scheldegotiek: Cathédrale Notre-Dame de Tournai (Doornik)
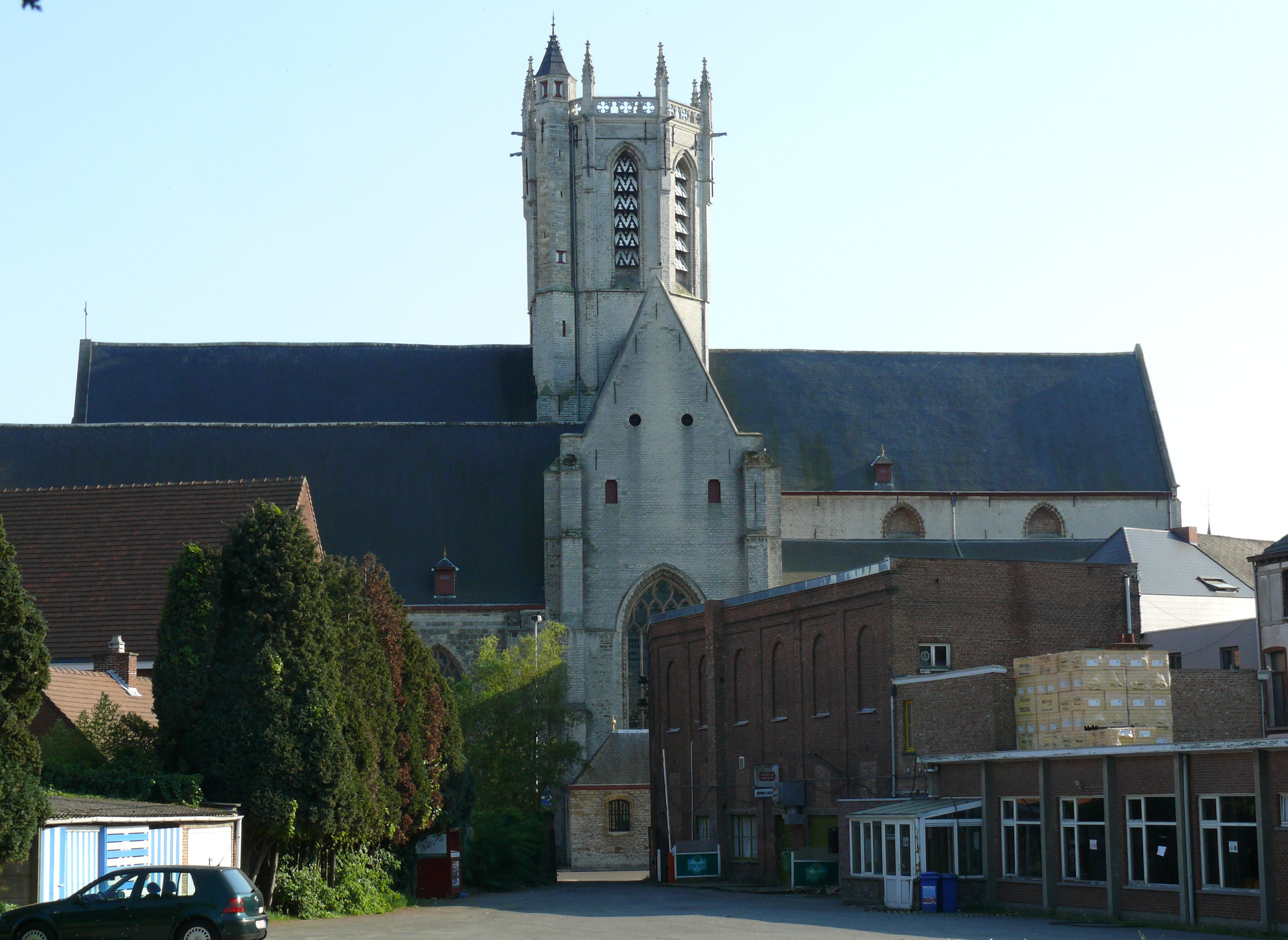
Scheldegotiek:Onze-Lieve-Vrouwekerk te Dendermonde
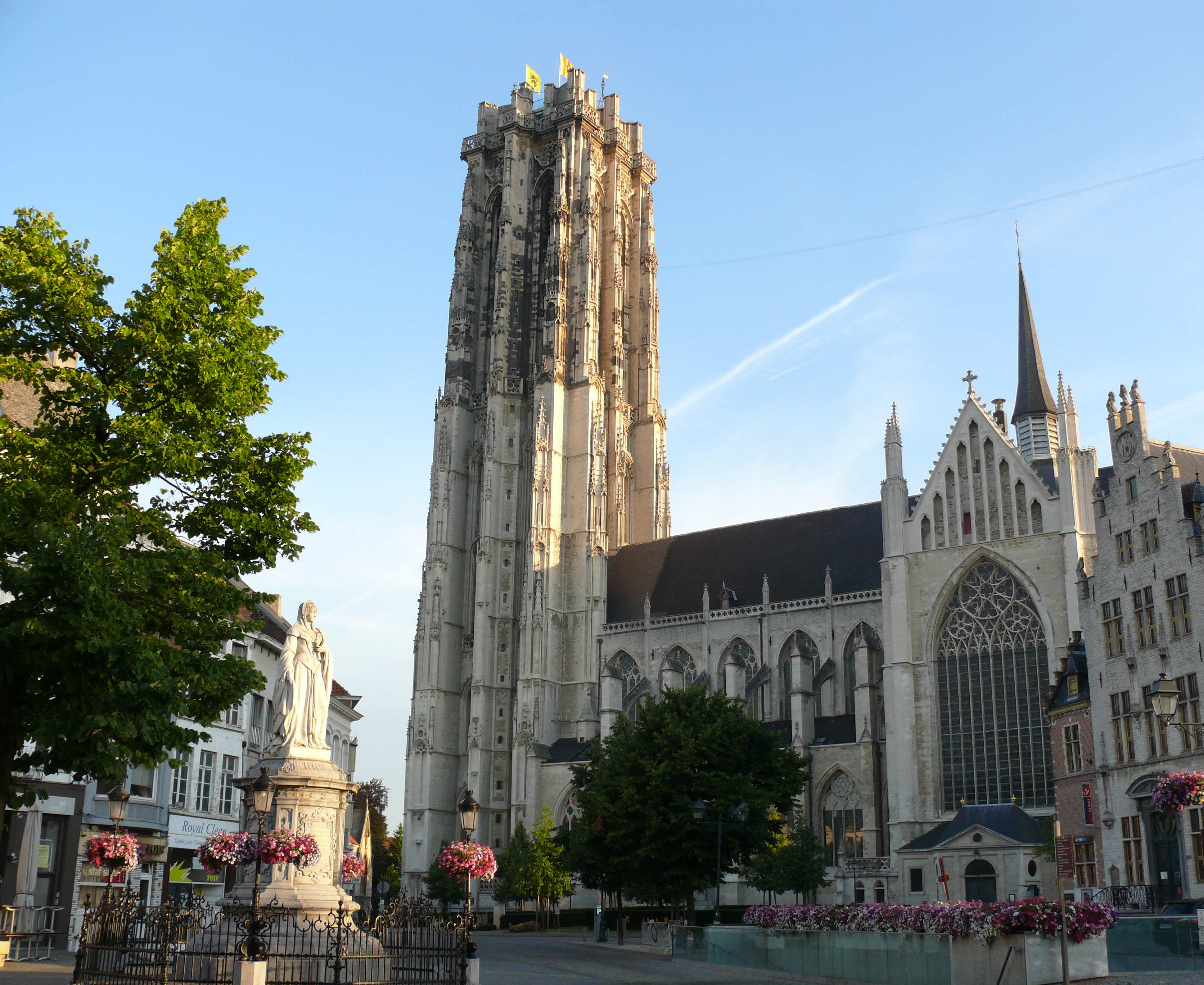
Brabantse gotiek: de St-Romboutskathedraal te Mechelen
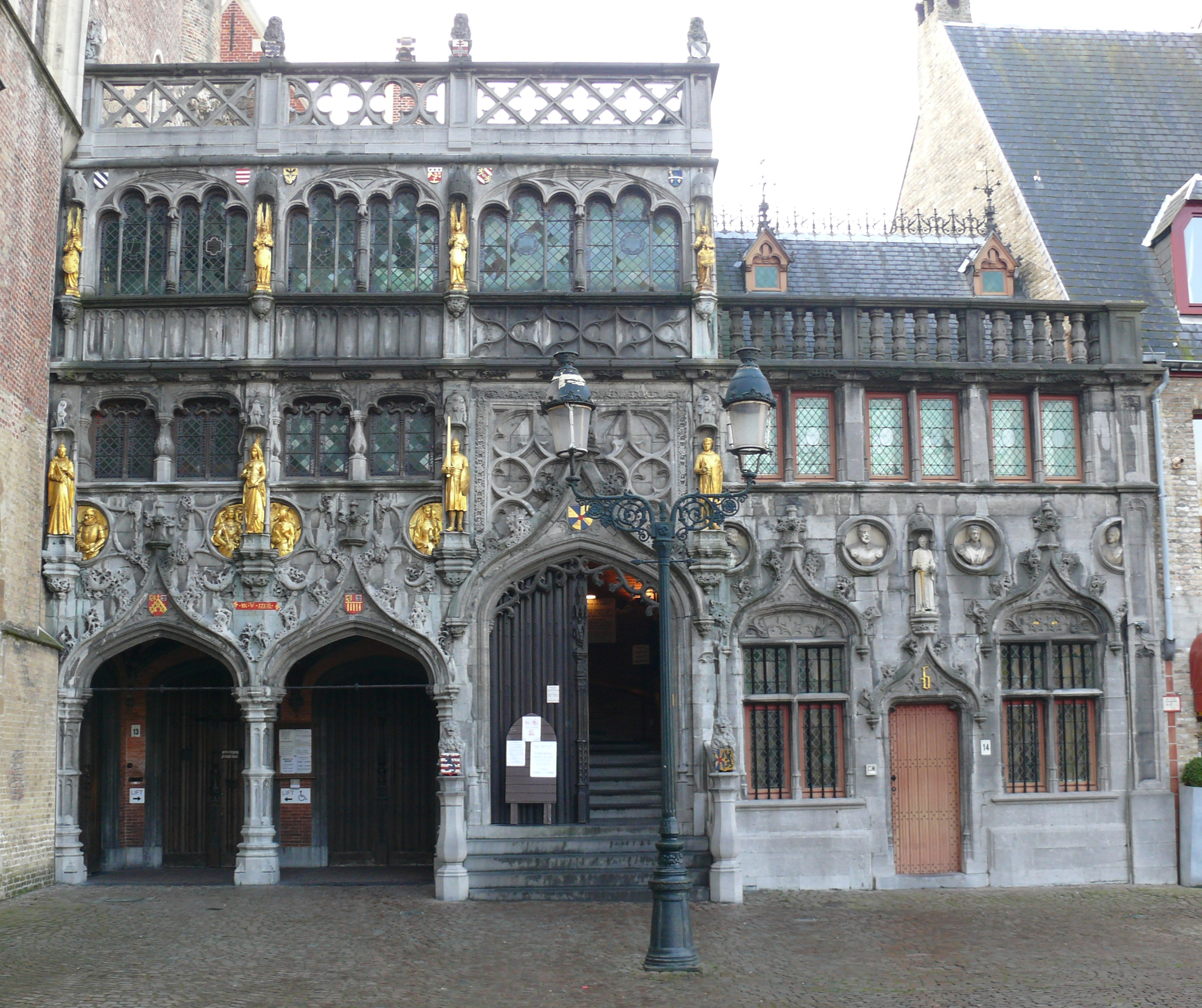
Brugge: de Heilig-Bloedbasiliek
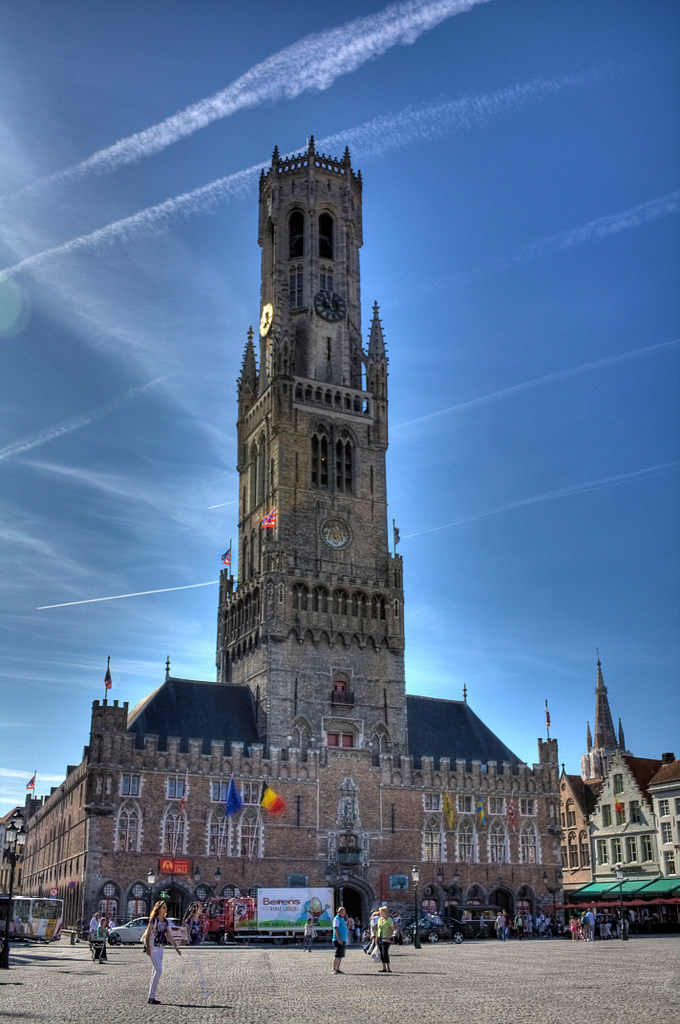
Het Brugse belfort
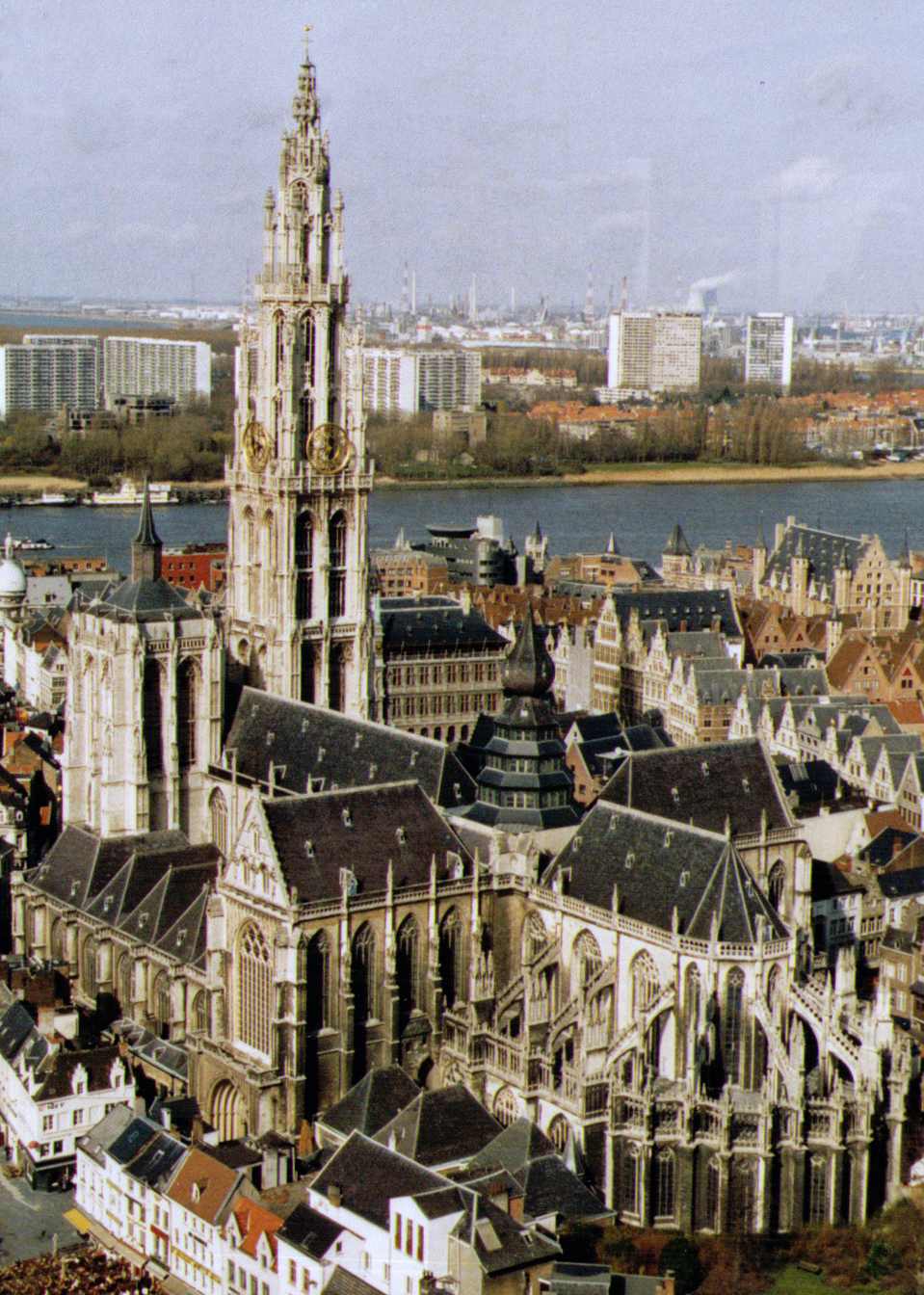
Flamboyante gotiek: Onze-Lieve-Vrouwekathedraal te Antwerpen
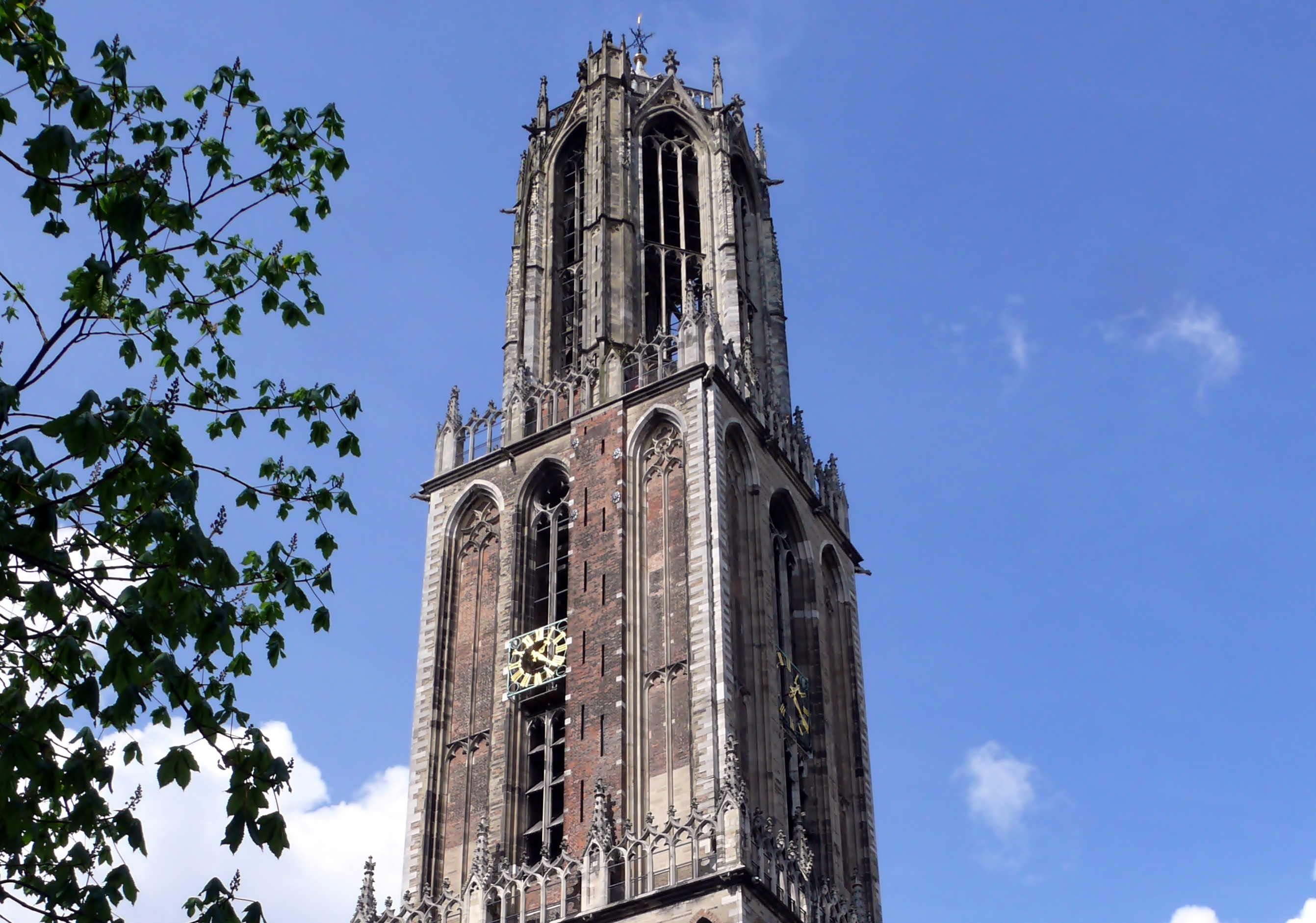
Utrechtse gotiek:Domtoren te Utrecht
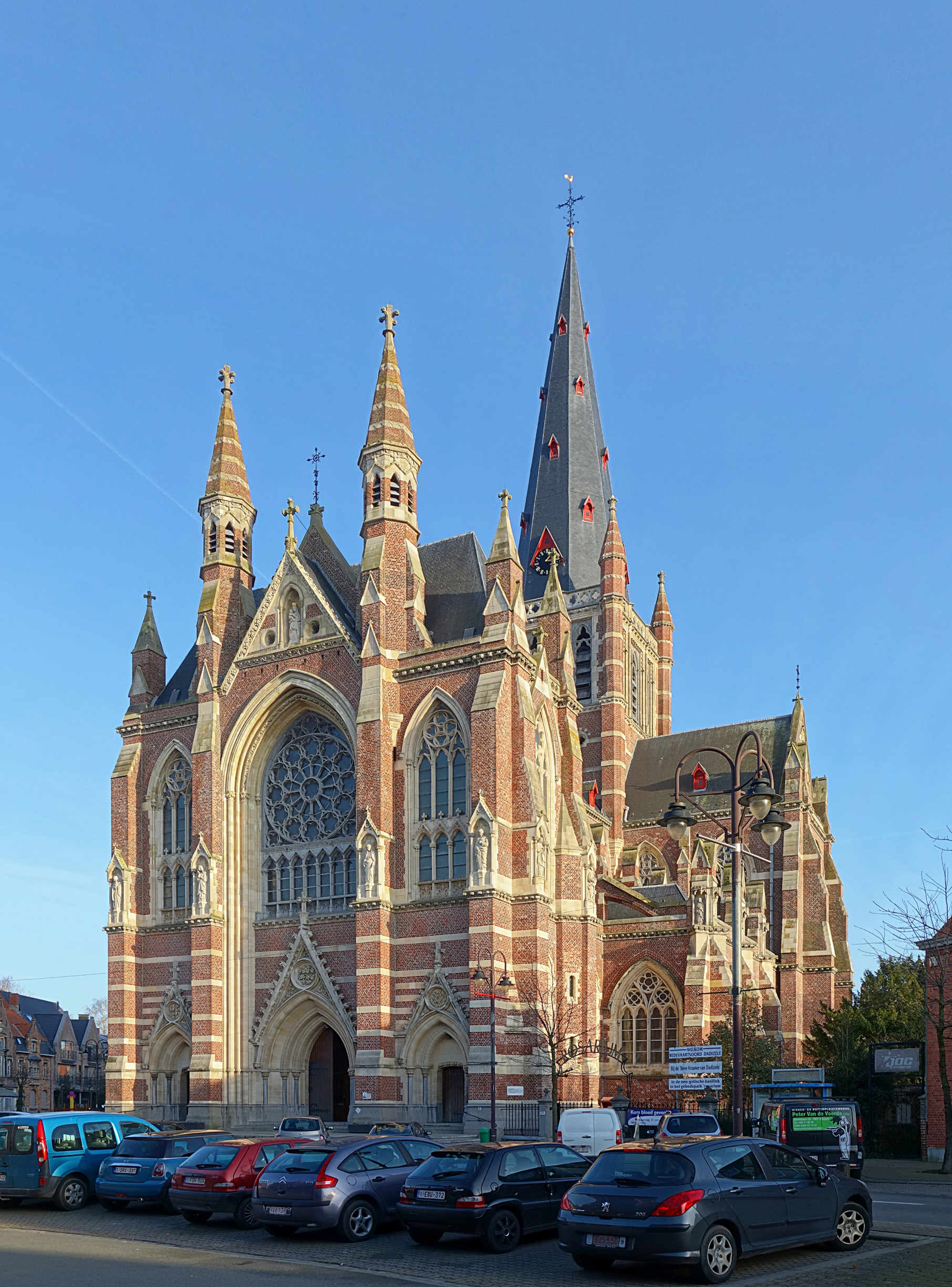
Neogotiek: de Onze-Lieve-Vrouwbasiliek in Dadizele
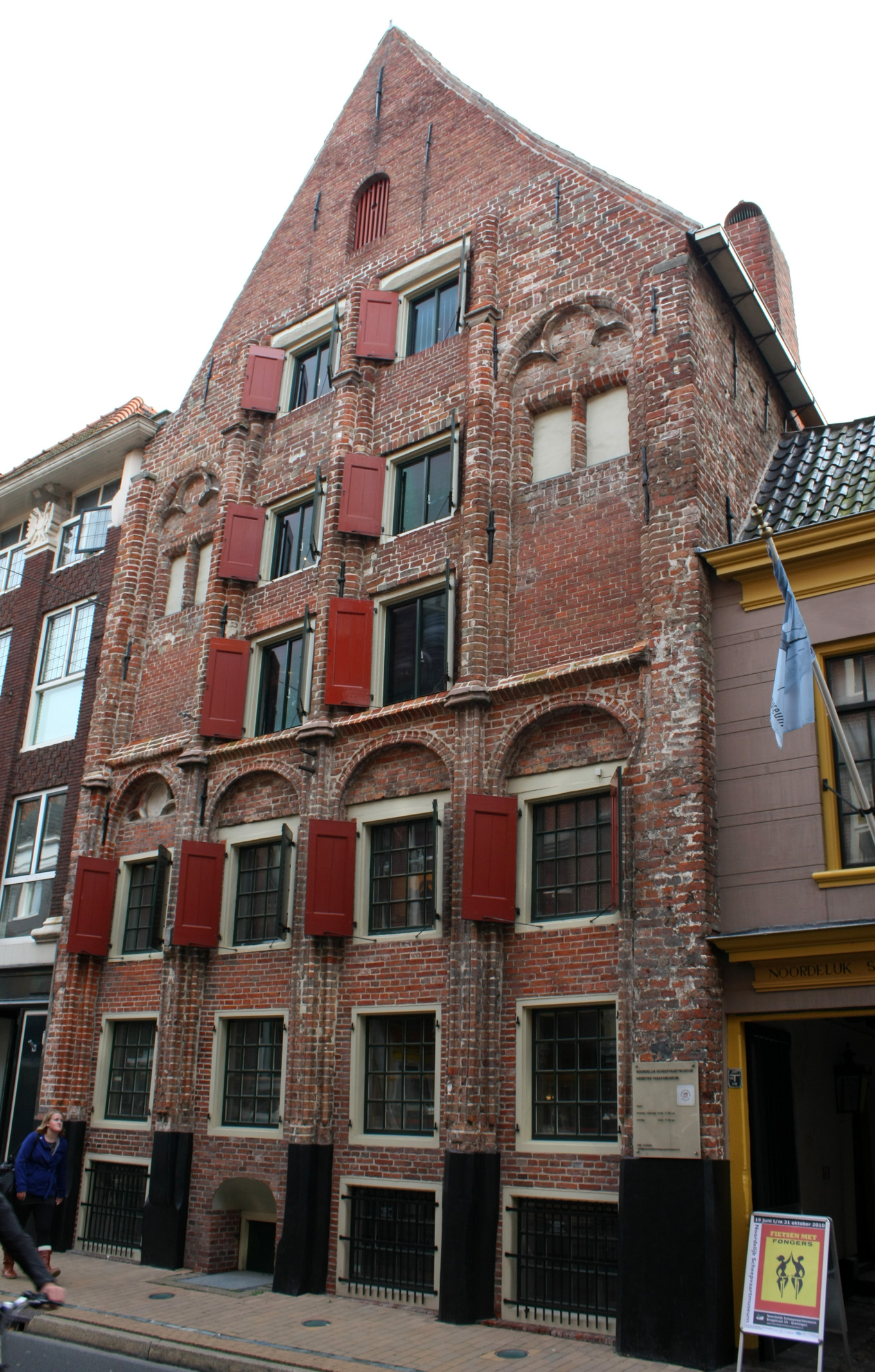
Gotisch Huis in Groningen (stad)

## Romanogotiek
De term romanogotiek wordt gebruikt voor gebouwen uit de 13e en 14e eeuw, toen de romaanse bouwwijze geleidelijk werd vervangen door de gotische stijl. Romanogotiek is in feite een nog grotendeels romaanse bouwstijl waarbij gotische vormen werden toegepast en komt vooral voor bij kerken.

## Neogotiek
Neogotiek is een bouwstijl uit de negentiende eeuw. Architecten grepen daarbij in eerste instantie terug op de vormentaal van de gotiek en later ook op de constructieve principes. Deze stijl werd veel toegepast bij de nieuwbouw van kerken en stadhuizen en bij de renovatie van kastelen.